# Indywidualne Mistrzostwa Szwecji na Żużlu 1981
Indywidualne Mistrzostwa Szwecji na Żużlu 1981 – cykl turniejów żużlowych, mających wyłonić najlepszych żużlowców szwedzkich. Tytuł wywalczył Jan Andersson (Kaparna Göteborg). 

## Finał
- Vetlanda, 11 września 1981

| Msc. | Zawodnik          | Klub                 | Pkt   |  |  |
| ---- | ----------------- | -------------------- | ----- |  |  |
| 1    | Jan Andersson     | Kaparna Göteborg     | 15    |  |  |
| 2    | Hans Danielsson   | Lejonen Gislaved     | 13    |  |  |
| 3    | Tommy Nilsson     | Getingarna Sztokholm | 11 +3 |  |  |
| 4    | Björn Andersson   | Kaparna Göteborg     | 11 +2 |  |  |
| 5    | Anders Michanek   | Getingarna Sztokholm | 11 +1 |  |  |
| 6    | Richard Hellsén   | Getingarna Sztokholm | 10    |  |  |
| 7    | Anders Eriksson   | Lejonen Gislaved     | 8     |  |  |
| 8    | Conny Samuelsson  | Njudungarna Vetlanda | 8     |  |  |
| 9    | Bernt Persson     | Smederna Eskilstuna  | 7     |  |  |
| 10   | Ulf Blomqvist     | Njudungarna Vetlanda | 5     |  |  |
| 11   | Roger Gustavsson  | Njudungarna Vetlanda | 4     |  |  |
| 12   | Bo Wirebrand      | Njudungarna Vetlanda | 4     |  |  |
| 13   | Lennart Bengtsson | Smederna Eskilstuna  | 4     |  |  |
| 14   | Sören Karlsson    | Indianerna Kumla     | 4     |  |  |
| 15   | Thomas Hydling    | Getingarna Sztokholm | 4     |  |  |
| 16   | Börje Klingberg   | Örnarna Mariestad    | 2     |  |  |